# Fußball-Bundesliga 2018/19

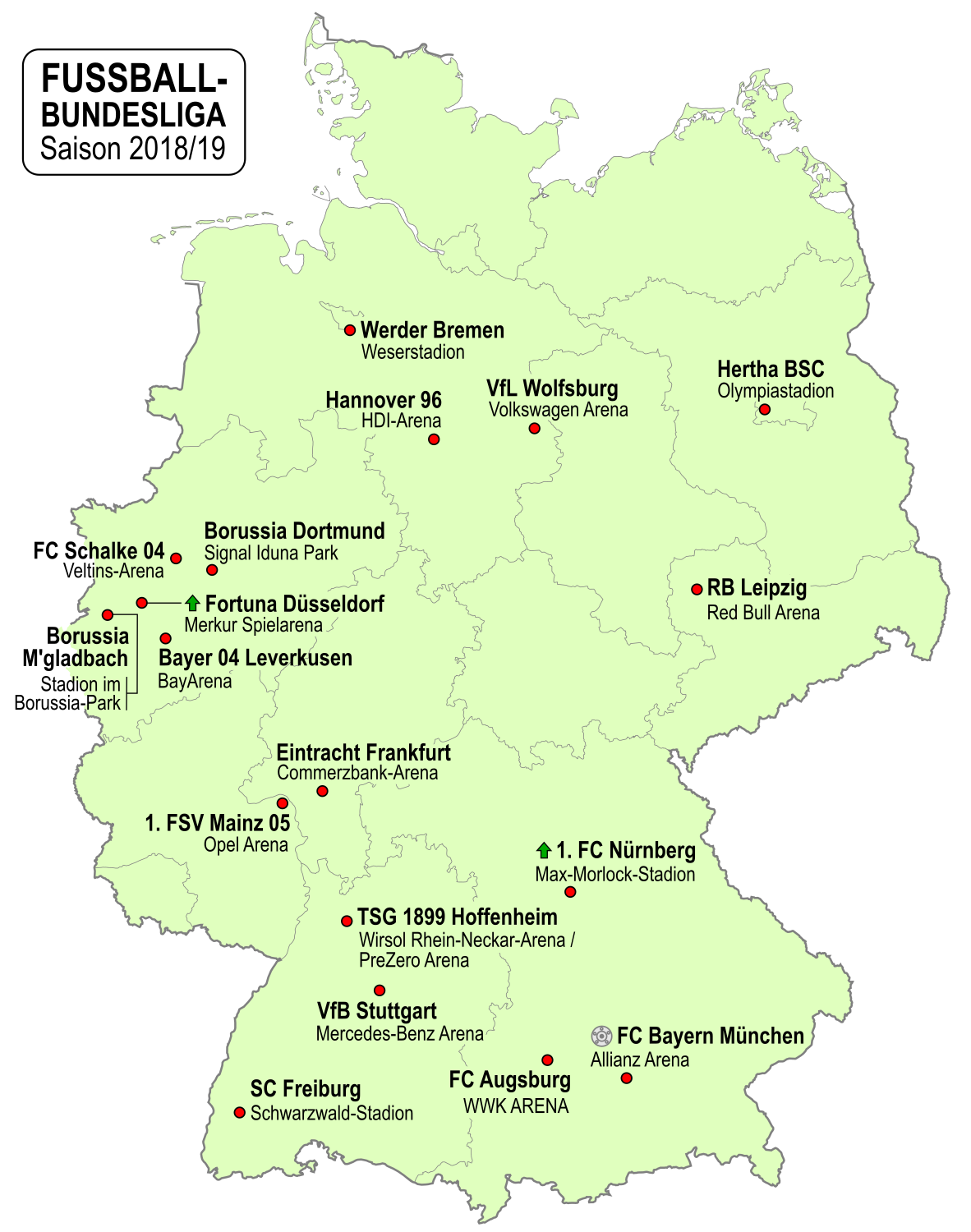
Teilnehmende Vereine der Bundesliga 2018/19

Die Bundesliga 2018/19 war die 56. Spielzeit der höchsten deutschen Spielklasse im Fußball der Männer. Sie begann am 24. August 2018 und endete am 18. Mai 2019 nach einer Winterpause vom 23. Dezember 2018 bis zum 18. Januar 2019.
Nach 16 Jahren entfiel die Regel, nach der der amtierende Meister im Eröffnungsspiel ein automatisches Heimrecht hat; die Saison begann dennoch mit einem Heimspiel des FC Bayern München (3:1 gegen den Vorjahresdritten TSG 1899 Hoffenheim). Der Spielplan wurde am 29. Juni 2018 veröffentlicht.
Der FC Bayern München wurde durch einen Sieg am letzten Spieltag zum siebten Mal in Folge Deutscher Meister.

## Saisonverlauf

### Kampf um die Meisterschaft und internationale Starterplätze

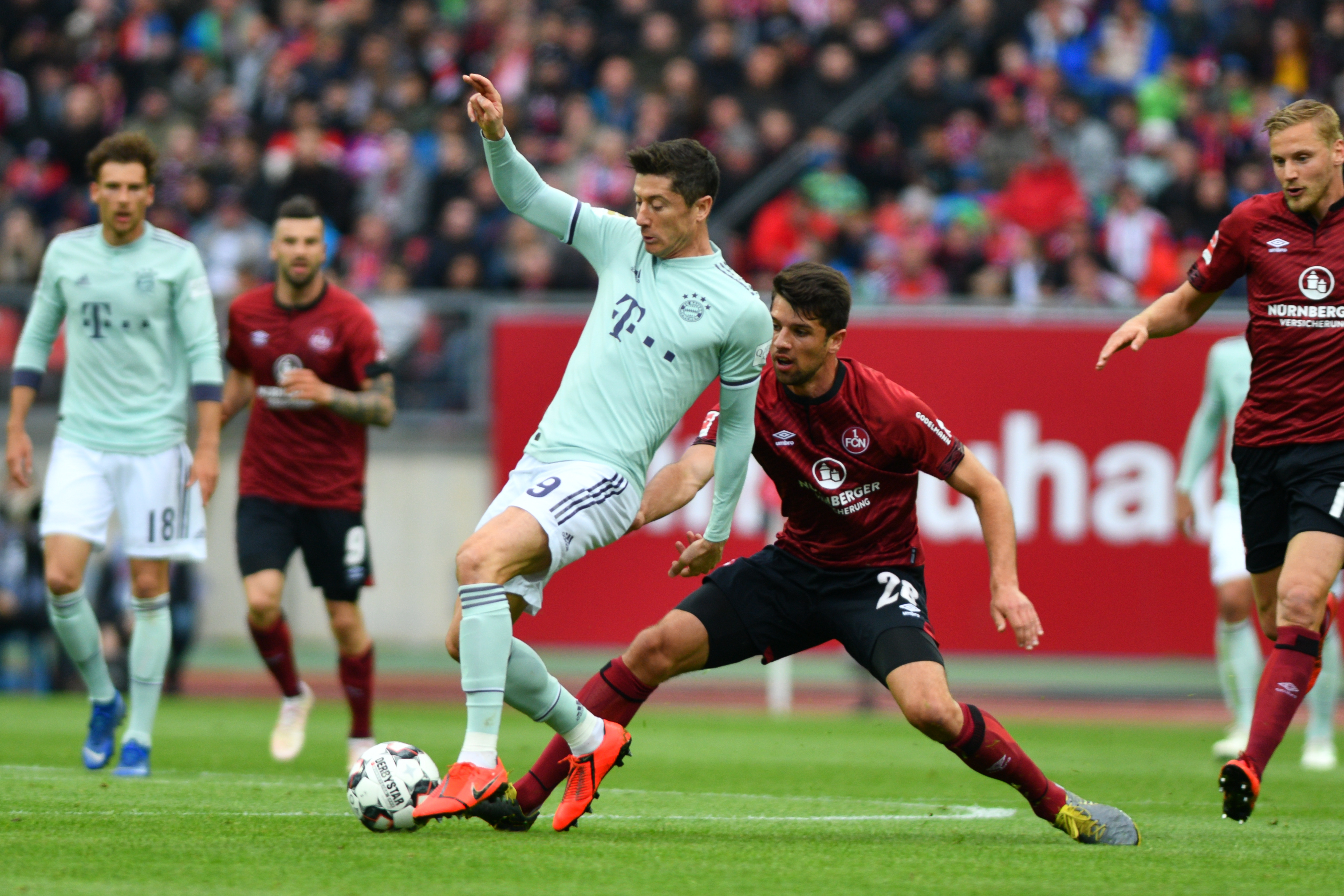
Szene aus dem Fränkisch-Bayerischen Derby Nürnberg gegen Bayern am 31. Spieltag (Endstand 1:1)

Mit Niko Kovač als neuem Trainer ging der amtierende Deutsche Meister FC Bayern München, der sich bis auf Leon Goretzka vom FC Schalke 04 und den zwei Leihrückkehrern Serge Gnabry und Renato Sanches nicht verstärkt hatte, in die Saison. Die Bayern starteten stark mit fünf Siegen in Folge, gerieten jedoch ab dem fünften Spieltag durch ein Unentschieden gegen Augsburg in eine Ergebniskrise, da man in der Folge in Berlin, Dortmund und zuhause gegen Gladbach verlor und gegen Düsseldorf und Freiburg nicht über Remis hinauskam. Dabei galt insbesondere die Partie gegen die Fortuna aus Düsseldorf, in der man eine 3:1-Heimführung noch abgab, als Tiefpunkt. Zum Ende der Hinrunde fing sich die Mannschaft aber wieder und startete eine herausragende Serie, da man aus den folgenden 19 Spielen lediglich 7 Punkte abgab. Am 25. Spieltag übernahm man die Tabellenführung durch einen 6:0-Erfolg gegen den VfL Wolfsburg und gab sie lediglich am 27. Spieltag noch einmal für einen Spieltag aus der Hand. Robert Lewandowski wurde zum vierten Mal Torschützenkönig.
Borussia Dortmund startete mit dem neuen Coach Lucien Favre in die Saison, personell verstärkt hatten sich die Westfalen unter anderem mit dem spanischen Stürmer Paco Alcácer, den Mittelfeldakteuren Axel Witsel und Thomas Delaney sowie dem Verteidiger Achraf Hakimi. Die Borussia startete stark in die Saison, übernahm am 6. Spieltag die Tabellenführung und baute den Vorsprung auf zeitweise neun Punkte aus. Einzig gegen Fortuna Düsseldorf am 16. Spieltag musste der Verein eine Niederlage hinnehmen. In der Rückrunde konnte die Borussia nicht mehr an die herausragenden Leistungen der Hinrunde anknüpfen, insbesondere die erhöhte Zahl an Gegentoren (26 in der Rückrunde) führte zu einigen unerwarteten Punktverlusten. Am 26. Spieltag übernahm Dortmund nach einem dramatischen 2:0-Sieg in der Schlussphase gegen den VfL Wolfsburg nochmal kurzfristig die Tabellenführung, verlor sie jedoch am nächsten Spieltag durch eine 0:5-Niederlage in München wieder. Mit Jadon Sancho (17 Assists) stellte die Mannschaft den besten Torvorlagengeber.
Die beste Abwehr stellte mit nur 29 Gegentreffern RB Leipzig, siebenmal spielte Torhüter Gulácsi zu Null. Die Mannschaft war mit lediglich 18 Profis in die Saison mit Dreifachbelastung gegangen, qualifizierte sich aber auch in der dritten Saison im Oberhaus mit dem Champions-League-Qualifikationsplatz für einen Europapokalwettbewerb. Im DFB-Pokal schafften es die Rasenballsportler erstmals bis ins Endspiel.
Der Vorjahresfünfte Leverkusen blieb mit einem talentierten und jungen Kader die gesamte Hinrunde über hinter den eigenen Ansprüchen zurück, nach der Entlassung von Trainer Heiko Herrlich im Dezember 2018 entwickelte sich jedoch ein Aufwärtstrend. Herrlichs Nachfolger im Amt des Cheftrainers wurde der Niederländer Peter Bosz, welcher bereits im Vorjahr Borussia Dortmund trainiert hatte. Gleich in den ersten vier Spielen unter Bosz, wovon drei mit insgesamt 11:3 Toren gewonnen wurden, zeigte sich eine Veränderung in der Mannschaftsleistung, unter anderem beim 3:1-Sieg gegen den FC Bayern München. Am 32. Spieltag gewann Bayer mit 6:1 gegen Frankfurt. Alle Tore fielen in der ersten Halbzeit, was einen neuen Bundesligarekord bedeutete. Am letzten Spieltag konnte Rang 4 und damit die Qualifikation für die Champions-League-Gruppenphase gesichert werden.
Die beiden direkten Europa-League-Plätze gingen an Gladbach und Wolfsburg. Insbesondere die Borussia aus Mönchengladbach bewies sich in der Hinserie als ernst zu nehmender Gegner, vor allem für die Titelfavoriten FC Bayern und Borussia Dortmund, und stellte mit den beiden Genannten auch gleichzeitig die jeweils zweitbeste Verteidigung der Hinrunde (18 Gegentreffer). Nachdem die Borussen die Hinrunde noch als Dritter abschlossen, konnten sie in der Rückrunde nur noch 22 Punkte holen und beendeten die Saison auf Platz 5. Auch Wolfsburg startete nach der gewonnenen Relegation in der Vorsaison eher schwach in die Saison, erreichte Platz 6 jedoch durch gute Rückrundenleistungen, darunter der torreichste Sieg der Saison, ein 8:1 gegen Augsburg am letzten Spieltag.
Pokalsieger Eintracht Frankfurt startete unter dem neuen Trainer Adi Hütter nach Abgängen von Führungsspielern wie Kevin-Prince Boateng oder Omar Mascarell schwach in die Saison, fing sich aber bis zur Mitte der Hinrunde, verließ nach hohen Siegen über Fortuna Düsseldorf und gegen Schalke 04 die untere Tabellenhälfte und stand fortan auf einem internationalen Starterplatz. Durch zwei Niederlagen zum Saisonabschluss (0:2 gegen Mainz und 1:5 gegen Bayern München) rutschte das Team auf Platz 7 ab.

### Tabellenmittelfeld
Werder Bremen konnte in der ersten Hälfte der Hinserie zu den oberen Rängen aufschließen und besiegte beispielsweise den Vorjahreszweiten Schalke, auf der anderen Seite gingen aber neben der hohen Niederlage gegen Leverkusen auch Spiele gegen Teams aus dem oberen Tabellendrittel verloren. Der mittlerweile älteste Bundesliga-Torschütze, Claudio Pizarro, verlängerte seinen Vertrag vor dem letzten Saisonspiel um ein weiteres Jahr.
Die TSG Hoffenheim verspielte ihren Europacupplatz im Saisonfinale gegen Mainzer, für die es um nichts mehr ging, und verabschiedeten den nach Leipzig wechselnden Cheftrainer Nagelsmann.
Aufsteiger Düsseldorf galt als Überraschungsmannschaft der Saison. Am 14. Spieltag stand die Mannschaft von Friedhelm Funkel mit 9 Punkten auf dem letzten Tabellenplatz, stabilisierte sich jedoch in der Folge, konnte am 29. Spieltag den Klassenerhalt feiern und beendete die Spielzeit auf Platz 10.
Der 1. FSV Mainz 05 konnte auch in seiner zehnten Erstligasaison die Klasse halten, am 30. Spieltag waren die rechnerisch nötigen Punkte eingefahren. Bemerkenswert war in einer Saison mit vielen hohen Siegen ein 5:0 über Mitkonkurrent Freiburg, obwohl die Rheinhessen eine der schwächsten Offensiven der Liga aufboten.

### Abstiegskampf
Der FC Schalke, vier Spieltage lang sogar im Tabellenkeller stehend, konnte in dieser Saison nicht überzeugen. Der Negativtrend zeichnete sich bereits zu Beginn der Saison ab, da die Königsblauen mit 5 Niederlagen in die Saison starteten. Erst im März wurde Trainer Tedesco freigestellt und interimsweise durch Aufsichtsratsmitglied und Ex-Erfolgstrainer Huub Stevens ersetzt. Ein wichtiges 4:2 im zweiten Revierderby der Saison sowie Patzer der Verfolger aus dem Keller bescherten am 31. Spieltag den Ligaerhalt.
Im Gegensatz zur Meisterschaftsentscheidung war die Entscheidung im Tabellenkeller bereits am 33. Spieltag gefallen. Als Absteiger standen der 1. FC Nürnberg und Hannover 96 mit 19 sowie 21 Punkten fest. Beide Mannschaften standen die komplette Rückrunde auf den direkten Abstiegsrängen 17 und 18. Der Relegationsplatz ging an den VfB Stuttgart, der mit 28 Punkten einen der schlechtesten Punktwerte der Tabellensechzehnten der Bundesligageschichte erzielte. Ab dem 13. Spieltag besetzte das Team bis zum Ende mit einer Ausnahme durchgängig den 16. Rang. In den Relegationsspielen traf der VfB auf den 1. FC Union Berlin. Nach einem 2:2 vor heimischer Kulisse kam Stuttgart in Berlin nicht über ein 0:0 hinaus und stieg aufgrund der Auswärtstorregel zum insgesamt dritten Mal aus der Bundesliga ab.

## Statistiken

### Abschlusstabelle
| Pl.               | Verein                   | Sp. | S  | U  | N  | Tore    | Diff. | Punkte | Anm.   |
| ----------------- | ------------------------ | --- | -- | -- | -- | ------- | ----- | ------ | ------ |
| 1.                | FC Bayern München (M)    | 34  | 24 | 6  | 4  | 088:320 | +56   | 78     | M / CL |
| 2.                | Borussia Dortmund        | 34  | 23 | 7  | 4  | 081:440 | +37   | 76     | CL     |
| 3.                | RB Leipzig               | 34  | 19 | 9  | 6  | 063:290 | +34   | 66     | CL     |
| 4.                | Bayer 04 Leverkusen      | 34  | 18 | 4  | 12 | 069:520 | +17   | 58     | CL     |
| 5.                | Borussia Mönchengladbach | 34  | 16 | 7  | 11 | 055:420 | +13   | 55     | EL     |
| 6.                | VfL Wolfsburg (R)        | 34  | 16 | 7  | 11 | 062:500 | +12   | 55     | EL     |
| 7.                | Eintracht Frankfurt (P)  | 34  | 15 | 9  | 10 | 060:480 | +12   | 54     | (EL)   |
| 8.                | Werder Bremen            | 34  | 14 | 11 | 9  | 058:490 | +9    | 53     |        |
| 9.                | TSG 1899 Hoffenheim      | 34  | 13 | 12 | 9  | 070:520 | +18   | 51     |        |
| 10.               | Fortuna Düsseldorf (N)   | 34  | 13 | 5  | 16 | 049:650 | −16   | 44     |        |
| 11.               | Hertha BSC               | 34  | 11 | 10 | 13 | 049:570 | −8    | 43     |        |
| 12.               | 1. FSV Mainz 05          | 34  | 12 | 7  | 15 | 046:570 | −11   | 43     |        |
| 13.               | SC Freiburg              | 34  | 8  | 12 | 14 | 046:610 | −15   | 36     |        |
| 14.               | FC Schalke 04            | 34  | 8  | 9  | 17 | 037:550 | −18   | 33     |        |
| 15.               | FC Augsburg              | 34  | 8  | 8  | 18 | 051:710 | −20   | 32     |        |
| 16.               | VfB Stuttgart            | 34  | 7  | 7  | 20 | 032:700 | −38   | 28     | ( ▼)   |
| 17.               | Hannover 96              | 34  | 5  | 6  | 23 | 031:710 | −40   | 21     | ▼      |
| 18.               | 1. FC Nürnberg (N)       | 34  | 3  | 10 | 21 | 026:680 | −42   | 19     | ▼      |
| Stand: Saisonende |                          |     |    |    |    |         |       |        |        |

| Zum Saisonende 2017/18: |                                                                                  |
| (M)                     | Deutscher Meister: FC Bayern München                                             |
| (P)                     | DFB-Pokal-Sieger: Eintracht Frankfurt                                            |
| (R)                     | Sieger der Relegation: VfL Wolfsburg                                             |
| (N)                     | Aufsteiger aus der 2. Bundesliga: Fortuna Düsseldorf und 1. FC Nürnberg          |
| Zum Saisonende 2018/19: |                                                                                  |
| M                       | Deutscher Meister                                                                |
| CL                      | Teilnehmer an der UEFA Champions League 2019/20                                  |
| EL                      | Teilnehmer an der UEFA Europa League 2019/20                                     |
| (EL)                    | Teilnehmer an der 2. Qualifikationsrunde zur Europa League 2019/20               |
| ( ▼)                    | Teilnehmer an den Relegationsspielen gegen den Dritten der 2. Bundesliga 2018/19 |
| ▼                       | Absteiger in die 2. Bundesliga 2019/20                                           |

### Kreuztabelle
Die Kreuztabelle stellt die Ergebnisse aller Spiele dieser Saison dar. Die Heimmannschaft ist in der linken Spalte, die Gastmannschaft in der oberen Zeile aufgelistet.
| 2018/19                  | FC Bayern München | FC Schalke 04 | TSG 1899 Hoffenheim | Borussia Dortmund | Bayer 04 Leverkusen | RB Leipzig | VfB Stuttgart | Eintracht Frankfurt | Borussia Mönchengladbach | Hertha BSC | Werder Bremen | FC Augsburg | Hannover 96 | FSV Mainz 05 | SC Freiburg | VfL Wolfsburg | Fortuna Düsseldorf | 1. FC Nürnberg |
| ------------------------ | ----------------- | ------------- | ------------------- | ----------------- | ------------------- | ---------- | ------------- | ------------------- | ------------------------ | ---------- | ------------- | ----------- | ----------- | ------------ | ----------- | ------------- | ------------------ | -------------- |
| FC Bayern München        |                   | 3:1           | 3:1                 | 5:0               | 3:1                 | 1:0        | 4:1           | 5:1                 | 0:3                      | 1:0        | 1:0           | 1:1         | 3:1         | 6:0          | 1:1         | 6:0           | 3:3                | 3:0            |
| FC Schalke 04            | 0:2               |               | 2:5                 | 1:2               | 1:2                 | 0:1        | 0:0           | 1:2                 | 0:2                      | 0:2        | 0:2           | 0:0         | 3:1         | 1:0          | 0:0         | 2:1           | 0:4                | 5:2            |
| TSG 1899 Hoffenheim      | 1:3               | 1:1           |                     | 1:1               | 4:1                 | 1:2        | 4:0           | 1:2                 | 0:0                      | 2:0        | 0:1           | 2:1         | 3:0         | 1:1          | 3:1         | 1:4           | 1:1                | 2:1            |
| Borussia Dortmund        | 3:2               | 2:4           | 3:3                 |                   | 3:2                 | 4:1        | 3:1           | 3:1                 | 2:1                      | 2:2        | 2:1           | 4:3         | 5:1         | 2:1          | 2:0         | 2:0           | 3:2                | 7:0            |
| Bayer 04 Leverkusen      | 3:1               | 1:1           | 1:4                 | 2:4               |                     | 2:4        | 2:0           | 6:1                 | 0:1                      | 3:1        | 1:3           | 1:0         | 2:2         | 1:0          | 2:0         | 1:3           | 2:0                | 2:0            |
| RB Leipzig               | 0:0               | 0:0           | 1:1                 | 0:1               | 3:0                 |            | 2:0           | 0:0                 | 2:0                      | 5:0        | 3:2           | 0:0         | 3:2         | 4:1          | 2:1         | 2:0           | 1:1                | 6:0            |
| VfB Stuttgart            | 0:3               | 1:3           | 1:1                 | 0:4               | 0:1                 | 1:3        |               | 0:3                 | 1:0                      | 2:1        | 2:1           | 1:0         | 5:1         | 2:3          | 2:2         | 3:0           | 0:0                | 1:1            |
| Eintracht Frankfurt      | 0:3               | 3:0           | 3:2                 | 1:1               | 2:1                 | 1:1        | 3:0           |                     | 1:1                      | 0:0        | 1:2           | 1:3         | 4:1         | 0:2          | 3:1         | 1:2           | 7:1                | 1:0            |
| Borussia Mönchengladbach | 1:5               | 2:1           | 2:2                 | 0:2               | 2:0                 | 1:2        | 3:0           | 3:1                 |                          | 0:3        | 1:1           | 2:0         | 4:1         | 4:0          | 1:1         | 0:3           | 3:0                | 2:0            |
| Hertha BSC               | 2:0               | 2:2           | 3:3                 | 2:3               | 1:5                 | 0:3        | 3:1           | 1:0                 | 4:2                      |            | 1:1           | 2:2         | 0:0         | 2:1          | 1:1         | 0:1           | 1:2                | 1:0            |
| Werder Bremen            | 1:2               | 4:2           | 1:1                 | 2:2               | 2:6                 | 2:1        | 1:1           | 2:2                 | 1:3                      | 3:1        |               | 4:0         | 1:1         | 3:1          | 2:1         | 2:0           | 3:1                | 1:1            |
| FC Augsburg              | 2:3               | 1:1           | 0:4                 | 2:1               | 1:4                 | 0:0        | 6:0           | 1:3                 | 1:1                      | 3:4        | 2:3           |             | 3:1         | 3:0          | 4:1         | 2:3           | 1:2                | 2:2            |
| Hannover 96              | 0:4               | 0:1           | 1:3                 | 0:0               | 2:3                 | 0:3        | 3:1           | 0:3                 | 0:1                      | 0:2        | 0:1           | 1:2         |             | 1:0          | 3:0         | 2:1           | 0:1                | 2:0            |
| 1. FSV Mainz 05          | 1:2               | 3:0           | 4:2                 | 1:2               | 1:5                 | 3:3        | 1:0           | 2:2                 | 0:1                      | 0:0        | 2:1           | 2:1         | 1:1         |              | 5:0         | 0:0           | 3:1                | 2:1            |
| SC Freiburg              | 1:1               | 1:0           | 2:4                 | 0:4               | 0:0                 | 3:0        | 3:3           | 0:2                 | 3:1                      | 2:1        | 1:1           | 5:1         | 1:1         | 1:3          |             | 3:3           | 1:1                | 5:1            |
| VfL Wolfsburg            | 1:3               | 2:1           | 2:2                 | 0:1               | 0:3                 | 1:0        | 2:0           | 1:1                 | 2:2                      | 2:2        | 1:1           | 8:1         | 3:1         | 3:0          | 1:3         |               | 5:2                | 2:0            |
| Fortuna Düsseldorf       | 1:4               | 0:2           | 2:1                 | 2:1               | 1:2                 | 0:4        | 3:0           | 0:3                 | 3:1                      | 4:1        | 4:1           | 1:2         | 2:1         | 0:1          | 2:0         | 0:3           |                    | 2:1            |
| 1. FC Nürnberg           | 1:1               | 1:1           | 1:3                 | 0:0               | 1:1                 | 0:1        | 0:2           | 1:1                 | 0:4                      | 1:3        | 1:1           | 3:0         | 2:0         | 1:1          | 0:1         | 0:2           | 3:0                |                |
| Stand: Saisonende        |                   |               |                     |                   |                     |            |               |                     |                          |            |               |             |             |              |             |               |                    |                |

### Relegation
Die beiden Relegationsspiele zwischen dem Sechzehnten der Bundesliga und dem Dritten der 2. Bundesliga wurden am 23. und 27. Mai 2019 ausgetragen.
| Datum |                    | Ergebnis   | !Tore                                                                                                |
| --- | ------------------ | ---------- | --- |
| 23. Mai 2019 | VfB Stuttgart      | 2:2 (1:1)  | 1. FC Union Berlin \|\| 1:0 Gentner (42.), 1:1 Abdullahi (43.), 2:1 Gómez (51.), 2:2 Friedrich (68.) |
| 27. Mai 2019 | 1. FC Union Berlin | 0:0        | VfB Stuttgart \|\|                                                                                   |
| Gesamt: | VfB Stuttgart      | (a)2:2 (a) | 1. FC Union Berlin \|\|                                                                              |
| Aufgrund der Auswärtstorregel stiegen der 1. FC Union Berlin in die Bundesliga auf und der VfB Stuttgart in die 2. Bundesliga ab. |                    |            | |

### Tabellenverlauf
Die Nummer vor dem Vereinsnamen gibt die Abschlussposition an, um die Zuordnung zu erleichtern.

### Torschützenliste
Bei gleicher Anzahl an Toren sind die Spieler alphabetisch gelistet.
| Pl.               | Spieler            | Mannschaft          | Tore |
| ----------------- | ------------------ | ------------------- | ---- |
| 01.               | Robert Lewandowski | FC Bayern München   | 22   |
| 02.               | Paco Alcácer       | Borussia Dortmund   | 18   |
| 03.               | Kai Havertz        | Bayer 04 Leverkusen | 17   |
| 03.               | Luka Jović         | Eintracht Frankfurt | 17   |
| 03.               | Andrej Kramarić    | TSG 1899 Hoffenheim | 17   |
| 03.               | Marco Reus         | Borussia Dortmund   | 17   |
| 03.               | Wout Weghorst      | VfL Wolfsburg       | 17   |
| 08.               | Ishak Belfodil     | TSG 1899 Hoffenheim | 16   |
| 08.               | Timo Werner        | RB Leipzig          | 16   |
| 10.               | Sébastien Haller   | Eintracht Frankfurt | 15   |
| 10.               | Yussuf Poulsen     | RB Leipzig          | 15   |
| Stand: Saisonende |                    |                     |      |

### Scorerliste
Als Scorerpunkt(e) zählen sowohl die erzielten Tore als auch die Torvorlagen eines Spielers. Bei gleicher Anzahl von Scorerpunkten sind die Spieler zuerst nach der Anzahl der Tore und danach alphabetisch geordnet.
| Pl.               | Spieler            | Mannschaft               | Gesamt | Tore | Vorlagen |
| ----------------- | ------------------ | ------------------------ | ------ | ---- | -------- |
| 01.               | Robert Lewandowski | FC Bayern München        | 30     | 22   | 08       |
| 02.               | Marco Reus         | Borussia Dortmund        | 29     | 17   | 12       |
| 02.               | Jadon Sancho       | Borussia Dortmund        | 29     | 12   | 17       |
| 04.               | Kevin Volland      | Bayer 04 Leverkusen      | 26     | 14   | 12       |
| 05.               | Timo Werner        | RB Leipzig               | 25     | 16   | 09       |
| 06.               | Sébastien Haller   | Eintracht Frankfurt      | 24     | 15   | 09       |
| 07.               | Wout Weghorst      | VfL Wolfsburg            | 23     | 17   | 06       |
| 08.               | Luka Jović         | Eintracht Frankfurt      | 22     | 17   | 05       |
| 08.               | Max Kruse          | Werder Bremen            | 22     | 11   | 11       |
| 10.               | Kai Havertz        | Bayer 04 Leverkusen      | 21     | 17   | 04       |
| 10.               | Andrej Kramarić    | TSG 1899 Hoffenheim      | 21     | 17   | 04       |
| 10.               | Thorgan Hazard     | Borussia Mönchengladbach | 21     | 10   | 11       |
| Stand: Saisonende |                    |                          |        |      |          |

### Meiste Torvorlagen
Bei gleicher Anzahl von Vorlagen sind die Spieler alphabetisch geordnet.
| Pl.               | Spieler         | Mannschaft               | Vorlagen |
| ----------------- | --------------- | ------------------------ | -------- |
| 01.               | Jadon Sancho    | Borussia Dortmund        | 17       |
| 02.               | Joshua Kimmich  | FC Bayern München        | 16       |
| 03.               | Julian Brandt   | Bayer 04 Leverkusen      | 12       |
| 03.               | Marco Reus      | Borussia Dortmund        | 12       |
| 03.               | Kevin Volland   | Bayer 04 Leverkusen      | 12       |
| 06.               | Thorgan Hazard  | Borussia Mönchengladbach | 11       |
| 06.               | Filip Kostić    | Eintracht Frankfurt      | 11       |
| 06.               | Max Kruse       | Werder Bremen            | 11       |
| 06.               | Thomas Müller   | FC Bayern München        | 11       |
| 10.               | Florian Neuhaus | Borussia Mönchengladbach | 10       |
| Stand: Saisonende |                 |                          |          |

### Stadien, Zuschauer, Sponsoring und Ausstatter
Durch den Abstieg des Hamburger SV und des 1. FC Köln, die sehr große Arenen haben, und den gleichzeitigen Aufstieg des 1. FC Nürnberg und der Fortuna Düsseldorf mit ebenso überdurchschnittlich großen Stadien, blieb die Zuschauerkapazität der 18 Bundesligaspielorte gegenüber der Vorsaison annähernd gleich und verringerte sich lediglich um 1.815 Plätze auf eine Gesamtkapazität von 876.279 Plätzen.
Während die höchsten Zuschauerzahlen aufgrund der höchsten Gesamtkapazität in sämtlichen 17 Heimspielen von Borussia Dortmund erzielt wurden, waren die beiden am schlechtesten besuchten Spiele der Saison jeweils Duelle zwischen Wolfsburg und Mainz. Das Heimspiel der Wolfsburger gegen Mainz wollten nur 20.334 Zuschauer sehen, zum Heimspiel der Mainzer gegen Wolfsburg wurden nur 19.205 Karten verkauft.
Die Tabelle ist nach dem Zuschauerschnitt sortiert.
| 01.               | Borussia Dortmund        | Signal Iduna Park 9                        | 81.365   | 1.373.940   | 80.820 | 099,33 % | 12/17  | Evonik Industries       | Opel                                        | Puma               | 55.500    |
| 02.               | FC Bayern München        | Allianz Arena                              | 75.000   | 1.275.000   | 75.000 | 100,00 % | 17/17  | Deutsche Telekom        | Qatar Airways                               | Adidas             | 38.000    |
| 03.               | FC Schalke 04            | Veltins-Arena                              | 62.271   | 1.035.999   | 60.941 | 097,86 % | 4/17   | Gazprom                 | DHL (bis zum 17. Spieltag Allyouneed fresh) | Umbro              | 43.935    |
| 04.               | VfB Stuttgart            | Mercedes-Benz Arena                        | 60.449   | .0928.633   | 54.625 | 090,37 % | 0/17   | Mercedes-Benz Bank      | GAZI                                        | Puma               | 33.000    |
| 05.               | Eintracht Frankfurt      | Commerzbank-Arena                          | 51.500   | .0846.500   | 49.794 | 096,69 % | 7/17   | Indeed                  | Deutsche Börse                              | Nike               | 30.000    |
| 06.               | Borussia Mönchengladbach | Borussia-Park 1                            | 0054.022 | .0844.360   | 49.668 | 091,94 % | 5/17   | Postbank                | H-Hotels                                    | Puma               | 30.000    |
| 07.               | Hertha BSC               | Olympiastadion Berlin 2                    | 0074.400 | .0837.391   | 49.258 | 066,18 % | 2/17   | TEDi                    | Hyundai                                     | Nike               | 17.000    |
| 08.               | Fortuna Düsseldorf       | Merkur Spiel-Arena                         | 54.600   | .0746.771   | 43.928 | 080,45 % | 1/17   | Henkel                  | Toyo Tire Corporation                       | Uhlsport           | 24.000    |
| 09.               | Werder Bremen            | Weserstadion                               | 42.100   | .0704.052   | 41.415 | 098,37 % | 8/17   | Wiesenhof               | H-Hotels                                    | Umbro              | 25.000    |
| 10.               | 1. FC Nürnberg           | Max-Morlock-Stadion                        | 50.000   | .0686.332   | 40.372 | 080,74 % | 4/17   | Nürnberger Versicherung | Godelmann                                   | Umbro              | 25.000    |
| 11.               | RB Leipzig               | Red Bull Arena 5                           | 0041.939 | .0652.456   | 38.380 | 091,20 % | 6/17   | Red Bull                | CG Gruppe                                   | Nike               | 20.000    |
| 12.               | Hannover 96              | HDI-Arena                                  | 49.000   | .0652.200   | 38.365 | 078,30 % | 2/17   | Heinz von Heiden        | HDI                                         | Jako               | 23.000    |
| 13.               | FC Augsburg              | WWK-Arena 8                                | 30.660   | .0486.590   | 28.623 | 093,34 % | 5/17   | WWK Versicherungsgruppe | baramundi software                          | Nike               | 17.500    |
| 14.               | TSG 1899 Hoffenheim      | Wirsol Rhein-Neckar-Arena/ Prezero-Arena 6 | 30.150   | .0483.745   | 28.456 | 094,13 % | 5/17   | SAP                     | Prowin                                      | Lotto Sport Italia | 17.000    |
| 15.               | Bayer 04 Leverkusen      | BayArena 7                                 | 30.210   | .0475.623   | 27.978 | 092,60 % | 5/17   | Barmenia Versicherungen | Kieser Training                             | Jako               | 19.000    |
| 16.               | 1. FSV Mainz 05          | Opel Arena 4                               | 34.000   | .0446.185   | 26.246 | 077,13 % | 1/17   | Kömmerling/Profine      | QQ288 (bis zum 16. Spieltag MFD Aviation)   | Lotto Sport Italia | ref13.100 |
| 17.               | VfL Wolfsburg            | Volkswagen Arena 3                         | 0030.000 | .0416.170   | 24.481 | 081,60 % | 2/17   | Volkswagen              | UPS                                         | Nike               | 18.000    |
| 18.               | SC Freiburg              | Dreisamstadion                             | 24.000   | .0406.200   | 23.894 | 099,56 % | 11/17  | Schwarzwaldmilch        | Badenova                                    | Hummel             | 15.000    |
| Gesamt            | Gesamt                   |                                            | 876.279  | 13.298.1470 | 43.458 | 090,25 % | 97/306 |                         |                                             |                    | 464.035   |
| Stand: Saisonende |                          |                                            |          |             |        |          |        |                         |                                             |                    |           |

## Wissenswertes

### Allgemeines
- Die Saison 2018/19 ist die erste Spielzeit seit der Bundesligagründung im Jahr 1963, die ohne den Hamburger SV stattfindet. Das Gründungsmitglied stieg in der Vorsaison nach 55 Spielzeiten Ligazugehörigkeit erstmals ab; somit sind alle der teilnehmenden Gründungsmitglieder mindestens einmal aus der Bundesliga abgestiegen.
- Zur Saison 2018/19 löste der „Brillant APS“ von Derbystar die „Torfabrik“ von Adidas als offiziellen Spielball der 1. und 2. Bundesliga ab.[18]
- Der FC Schalke 04 tritt in dieser Saison erstmals nicht in von Adidas gestellter Spielkleidung an, da der Ausrüstervertrag nach 55 Jahren nicht verlängert worden war. Der britische Sportartikelhersteller Umbro übernimmt diese Funktion.
- Am 3. Spieltag erzielten alle Mannschaften mindestens ein Tor, dies war zuletzt am 12. Spieltag der Saison 2011/12 geschehen.
- Vom 1. bis zum 5. Spieltag verursachte Hertha BSC in jeder Partie jeweils einen Strafstoß. Dies war zuvor noch keiner anderen Mannschaft passiert.[19] Drei dieser Elfmeter wurden verwandelt.
- Sieben Auswärtssiege am 18. Spieltag bedeuteten die Einstellung des Rekordwerts vom 2. Spieltag der Saison 2010/11.
- Das schnellste Eigentor der Bundesligageschichte verursachte Leon Goretzka (FC Bayern München) im Spiel beim FC Augsburg (2:3) am 15. Februar 2019 (22. Spieltag) nach bereits 13 Sekunden.[20]
- Durch sein Tor zum 1:1-Endstand am 16. Februar 2019 (22. Spieltag) im Spiel bei Hertha BSC wurde Claudio Pizarro mit 40 Jahren und 136 Tagen neuer ältester Torschütze der Bundesligageschichte. Er folgte auf Mirko Votava (40 Jahre und 121 Tage), der ebenso wie Pizarro bei Werder Bremen spielte.[21]
- Vom 24. bis zum 26. Spieltag erzielte der FC Bayern München mit dem 5:1 bei Borussia Mönchengladbach, dem 6:0 gegen den VfL Wolfsburg und dem 6:0 gegen den 1. FSV Mainz 05 in drei Spielen in Folge fünf oder mehr Tore. Zuvor war dies nur Hannover 96 in der Saison 1965/66 und dem 1. FC Kaiserslautern 1983/84 gelungen.
- Am 32. Spieltag gewann Bayer 04 Leverkusen gegen Eintracht Frankfurt mit 6:1. Alle Tore fielen in der ersten Halbzeit. Mit sieben Toren in einer Halbzeit wurde ein neuer Bundesligarekord für die meisten Tore in der ersten Halbzeit aufgestellt.
- Werder Bremen schoss in 33 der 34 Spiele mindestens ein Tor, nur nicht im Spiel bei Bayern München, denen dies 1973/74 ebenfalls sowie 2012/13 in jedem Spiel gelungen war.
- In der Saison 2018/19 wurde mit 973 Toren der höchste Wert seit der Saison 1986/87 für eine Liga mit 18 Mannschaften erzielt.[22]
- 2018/19 war die bislang letzte Spielzeit, in der Spiele der Bundesliga in Deutschland von Eurosport übertragen wurden. Im Anschluss an die Saison wurde bekanntgegeben, dass Eurosport seine noch bis einschließlich 2020/21 geltenden Übertragungsrechte an DAZN sublizensieren würde.[23] Das bislang letzte von Eurosport übertragene Spiel war das Rückspiel der Relegation zwischen dem 1. FC Union Berlin und dem VfB Stuttgart am 27. Mai 2019, in dem die Köpenicker ihren ersten Bundesliga-Aufstieg erreichten.

### Höchstwerte der Saison
- Die höchsten Siege waren mit jeweils sieben Toren Differenz:
  - das 7:0 von Borussia Dortmund gegen den 1. FC Nürnberg am 5. Spieltag
  - das 8:1 des VfL Wolfsburg gegen den FC Augsburg am 34. Spieltag
- Die torreichste Partie war mit neun Toren das 8:1 des VfL Wolfsburg gegen FC Augsburg am 34. Spieltag.
- Die torreichsten Remis waren mit sechs Toren:
  - das 3:3 des SC Freiburg gegen den VfB Stuttgart am 3. Spieltag
  - das 3:3 des FC Bayern München gegen Fortuna Düsseldorf am 12. Spieltag
  - das 3:3 von Hertha BSC gegen die TSG 1899 Hoffenheim am 12. Spieltag
  - das 3:3 von Borussia Dortmund gegen die TSG 1899 Hoffenheim am 21. Spieltag
  - das 3:3 des SC Freiburg gegen den VfL Wolfsburg am 21. Spieltag
  - das 3:3 des 1. FSV Mainz 05 gegen RB Leipzig am 32. Spieltag
- Der torreichste Spieltag war mit 41 Toren der 34. Spieltag am 18. Mai 2019.
- Die meisten Treffer in einem Spiel (5) erzielte Luka Jović (Eintracht Frankfurt) beim 7:1-Heimsieg gegen Fortuna Düsseldorf am 8. Spieltag.

## Schiedsrichter
Mit Robert Schröder und Daniel Schlager stiegen zur Saison 2018/19 zwei neue Schiedsrichter in die Bundesliga auf. Die Gesamtzahl der Unparteiischen stieg im Vergleich zur Vorsaison von 24 auf 26.
| Name              | Geboren       | Vereinszugehörigkeit        | Landesverband          | Spiele |       |    |    | Anmerkung                         |
| ----------------- | ------------- | --------------------------- | ---------------------- | ------ | ----- | -- | -- | --------------------------------- |
| Deniz Aytekin     | 21. Juli 1978 | TSV Altenberg               | Bayern                 | 17     | 64    | 4  | 0  | FIFA-Schiedsrichter               |
| Benjamin Brand    | 10. Juli 1989 | FC Schallfeld               | Bayern                 | 0      | 0     | 0  | 0  |                                   |
| Felix Brych       | 3. Aug. 1975  | SV Am Hart München          | Bayern                 | 16     | 58    | 0  | 0  | FIFA-Schiedsrichter               |
| Benjamin Cortus   | 13. Dez. 1981 | TSV Burgfarrnbach           | Bayern                 | 11     | 36    | 0  | 0  |                                   |
| Bastian Dankert   | 9. Juni 1980  | Brüsewitzer SV              | Mecklenburg-Vorpommern | 13     | 49    | 1  | 1  | FIFA-Schiedsrichter               |
| Christian Dingert | 14. Juli 1980 | TSG Burg Lichtenberg        | Südwest                | 15     | 52    | 2  | 1  | FIFA-Schiedsrichter               |
| Marco Fritz       | 3. Okt. 1977  | SV Breuningsweiler          | Württemberg            | 15     | 55    | 1  | 2  | FIFA-Schiedsrichter               |
| Manuel Gräfe      | 21. Sep. 1973 | Hertha 03 Zehlendorf        | Berlin                 | 18     | 44    | 1  | 0  | FIFA-Schiedsrichter bis Ende 2018 |
| Robert Hartmann   | 8. Sep. 1979  | SV Krugzell                 | Bayern                 | 13     | 35    | 2  | 0  |                                   |
| Patrick Ittrich   | 3. Jan. 1979  | Mümmelmannsberger SV        | Hamburg                | 4      | 19    | 1  | 1  |                                   |
| Sven Jablonski    | 13. Apr. 1990 | Blumenthaler SV             | Bremen                 | 12     | 37    | 1  | 0  |                                   |
| Robert Kampka     | 21. Feb. 1982 | TSV Schornbach              | Württemberg            | 9      | 39    | 0  | 0  |                                   |
| Harm Osmers       | 28. Jan. 1985 | SV Baden                    | Niedersachsen          | 12     | 36    | 0  | 2  |                                   |
| Martin Petersen   | 28. Feb. 1985 | VfL Stuttgart               | Württemberg            | 7      | 19    | 0  | 0  |                                   |
| Daniel Schlager   | 8. Dez. 1989  | FC Rastatt 04               | Südbaden               | 8      | 29    | 0  | 0  | Erste Saison in der Bundesliga    |
| Markus Schmidt    | 31. Aug. 1973 | SV Sillenbuch               | Württemberg            | 12     | 44    | 0  | 0  |                                   |
| Robert Schröder   | 14. Sep. 1985 | SG Blaues Wunder Hannover   | Niedersachsen          | 10     | 42    | 0  | 0  | Erste Saison in der Bundesliga    |
| Daniel Siebert    | 4. Mai 1984   | FC Nordost Berlin           | Berlin                 | 14     | 42    | 1  | 0  | FIFA-Schiedsrichter               |
| Sascha Stegemann  | 6. Dez. 1984  | 1. FC Niederkassel          | Mittelrhein            | 14     | 58    | 1  | 2  | FIFA-Schiedsrichter ab 2019       |
| Bibiana Steinhaus | 24. März 1979 | MTV Engelbostel-Schulenburg | Niedersachsen          | 7      | 20    | 0  | 0  | FIFA-Schiedsrichterin             |
| Tobias Stieler    | 2. Juli 1981  | SG Rosenhöhe                | Hessen                 | 14     | 36    | 0  | 3  | FIFA-Schiedsrichter               |
| Sören Storks      | 8. Nov. 1986  | VfL Ramsdorf                | Westfalen              | 11     | 32    | 0  | 1  |                                   |
| Tobias Welz       | 11. Juli 1977 | FC 1934 Bierstadt           | Hessen                 | 14     | 48    | 4  | 4  | FIFA-Schiedsrichter               |
| Frank Willenborg  | 10. Feb. 1979 | SV Gehlenberg               | Niedersachsen          | 12     | 30    | 1  | 2  |                                   |
| Guido Winkmann    | 27. Nov. 1973 | SV Nütterden                | Niederrhein            | 12     | 32    | 2  | 0  |                                   |
| Felix Zwayer      | 19. Mai 1981  | SC Charlottenburg           | Berlin                 | 16     | 56    | 0  | 2  | FIFA-Schiedsrichter               |
| Gesamt:           | Gesamt:       | Gesamt:                     | Gesamt:                | 306    | 1.012 | 22 | 21 |                                   |
| Stand: Saisonende |               |                             |                        |        |       |    |    |                                   |

1. ↑  Brand kam in der Saison 2018/19 aufgrund einer Rückenverletzung nicht zum Einsatz.

## Die Meistermannschaft des FC Bayern München
| 1. | FC Bayern München |
|    | - Tor: Manuel Neuer (26/-); Sven Ulreich (9/-) - Abwehr: Joshua Kimmich (34/2); David Alaba (31/3); Niklas Süle (31/2); Mats Hummels (21/1); Jérôme Boateng (20/-); Rafinha (16/1) - Mittelfeld: Thomas Müller (32/6); Leon Goretzka (30/8); Thiago (30/2); Franck Ribéry (25/6); Kingsley Coman (21/6); Javi Martínez (21/3); James Rodríguez (20/7); Renato Sanches (17/1); Arjen Robben (12/4); Corentin Tolisso (2/1); Woo-Yeong Jeong (1/-); Meritan Shabani (1/-) - Angriff: Robert Lewandowski (33/22); Serge Gnabry (30/10); Alphonso Davies (6/1) - Trainer: Niko Kovač |

* Sandro Wagner (7/-) verließ den Verein während der Saison.

## Cheftrainer
Interimstrainer sind berücksichtigt, sofern sie an mindestens einem Spieltag als Cheftrainer fungierten. Die mit einem N markierten Cheftrainer übernahmen ihre Mannschaft neu zum Saisonbeginn. Die Vereine sind nach der Abschlusstabelle sortiert.
| Verein                   | Cheftrainer I       | bis Spieltag (Platz) | Cheftrainer II            | bis Spieltag (Platz) | Cheftrainer III       |
| ------------------------ | ------------------- | -------------------- | ------------------------- | -------------------- | --------------------- |
| FC Bayern München        | Niko KovačN         |                      |                           |                      |                       |
| Borussia Dortmund        | Lucien FavreN       |                      |                           |                      |                       |
| RB Leipzig               | Ralf RangnickN      |                      |                           |                      |                       |
| Bayer 04 Leverkusen      | Heiko Herrlich      | 17 (9.)              | Peter Bosz                |                      |                       |
| Borussia Mönchengladbach | Dieter Hecking      |                      |                           |                      |                       |
| VfL Wolfsburg            | Bruno Labbadia      |                      |                           |                      |                       |
| Eintracht Frankfurt      | Adi HütterN         |                      |                           |                      |                       |
| Werder Bremen            | Florian Kohfeldt    |                      |                           |                      |                       |
| TSG 1899 Hoffenheim      | Julian Nagelsmann   |                      |                           |                      |                       |
| Fortuna Düsseldorf       | Friedhelm Funkel    |                      |                           |                      |                       |
| Hertha BSC               | Pál Dárdai          |                      |                           |                      |                       |
| 1. FSV Mainz 05          | Sandro Schwarz      |                      |                           |                      |                       |
| SC Freiburg              | Christian Streich   |                      |                           |                      |                       |
| FC Schalke 04            | Domenico Tedesco    | 25 (14.)             | Huub Stevens (interim)    |                      |                       |
| FC Augsburg              | Manuel Baum         | 28 (15.)             | Martin Schmidt            |                      |                       |
| VfB Stuttgart            | Tayfun Korkut       | 7 (18.)              | Markus Weinzierl          | 30 (16.)             | Nico Willig (interim) |
| Hannover 96              | André Breitenreiter | 19 (17.)             | Thomas Doll               |                      |                       |
| 1. FC Nürnberg           | Michael Köllner     | 21 (18.)             | Boris Schommers (interim) |                      |                       |